# Allen Crawley
Allen Crawley, född 15 maj 1941, är en australisk friidrottare. Han deltog vid olympiska sommarspelen 1968.